# 朴義琓
朴義琓（？—？），北韓政治人物，蘇聯派人。他於1956年因挑戰金日成失敗而被處死，具體離世時間不明。

## 經歷
朴義琓在1948年北韓建國後加入政府，並先後被委任為內閣副首相和建設部委員長等要職。1956年，他與延安派的尹公欽等人試圖在中央委員會會議中挑戰金日成，但未能成功。後來，他被金日成下令處死。

## 資料來源
1. ↑  Andrei Lankov . "Crisis in North Korea: The Failure of De-Stalinization, 1956". 130